# Бишопвил (Јужна Каролина)
Бишопвил (енгл. Bishopville) град је у америчкој савезној држави Јужна Каролина.

## Демографија
По попису из 2010. године број становника је 3.471, што је 199 (-5,4%) становника мање него 2000. године.
| Група             | 2000.         | 2010.         |
| Белци             | 1.186 (32,3%) | 902 (26,0%)   |
| Афроамериканци    | 2.416 (65,8%) | 2.474 (71,3%) |
| Азијати           | 16 (0,4%)     | 28 (0,8%)     |
| Хиспаноамериканци | 48 (1,3%)     | 40 (1,2%)     |
| Укупно            | 3.670         | 3.471         |